# Rocci
Rocci è un'antica famiglia feudale di origini lombarde e di parte guelfa che si formò a Cremona nel XIII secolo. 
Il cognome Rocci risulta attestato in nobile casata anche a Roma, Torino e Piacenza.

## Storia e personalità illustri
La famiglia, dopo la cacciata da Cremona ad opera della parte avversa ghibellina, si rifugiò nella vicina Asola, nel mantovano. Successivamente si ramificò a Milano e a Roma.
La famiglia annovera tra i suoi più illustri esponenti:
- Guglielmo Roccio (XIV secolo), podestà di Asola
- Nicolò Roccio (XVI secolo), scrittore e teologo
- Ottavio Roccio (?-1590), metafisico, cattedratico all'Università di Padova
- Ciriaco Rocci (1581-1651), cardinale
- Bernardino Rocci (1627-1680), cardinale
- Lorenzo Rocci (1864 –1950), gesuita e grecista, autore del più famoso Vocabolario greco-italiano